# Пінен

Ізомери пінену

Піне́н — біциклічний терпен (монотерпен) складу C10H16, Mm = 136,24 дальтон. Відомі 3 ізомери, що відрізняються положенням подвійного зв'язку. Назва піненів походить від слова Pinus — сосна (лат.), це важливий компонент смоли хвойних дерев, скипидару; ефірні олії багатьох рослин містять пінени. Пінени добре розпізнаються комахами і є важливим регулятором їх хімічної комунікації (див. Хеморецепція).
Систематична назва піненів:
- 2,6,6-триметилбіцикло[3.1.1]гепт-2-ен (2-пінен, α-пінен) (формула I)
- 2-метилен-6,6-диметилбіцикло[3.1.1]гептан (нопінен, β-пінен) (формула II)
- 2,6,6-триметилбіцикло[3.1.1]гепт-3-ен (δ-пінен) (формула III)

## Властивості
Пінени — безбарвні рідини із запахом соснової хвої, добре розчиняються в неполярних органічних розчинниках, нерозчинні у воді. Окислюються на повітрі, перетворюючись на в'язку жовту олію.
| Сполука     | Тпл, °С | Ткип, °С | Густина, г/см3 (20°С) | Показник заломлення{\displaystyle n_{D}^{20}} | Питоме обертання {\displaystyle [\alpha ]_{D}^{20}}, градусів·мл·г −1 ·дм −1 |
| ----------- | ------- | -------- | --------------------- | --------------------------------------------- | ---------------------------------------------------------------------------- |
| α-пінен     | (−75,5) | 156,2    | 0,8582                | 1,4658                                        | (+52,4)                                                                      |
| β-пінен     | (−62,2) | 164,0    | 0,8694                | 1,4762                                        | (−24,0)                                                                      |
| (±)-δ-пінен |         | 157-159  | 0,8636                | 1,4656                                        |                                                                              |
| (−)-δ-пінен |         | 156-157  | 0,8590                | 1,4667                                        | (−6,2)                                                                       |

Пінени дуже реакційноздатні. За м'якого нагрівання або в присутності платинової черні β-пінен легко перетворюється на α-пінен. За нагрівання до 250 °С α- і β-пінен перетворюються переважно на дипентен, за температури вище 400 °С α-пінен ізомеризується на алооцимен і дипентен, а β-пінен — на мірцен. За нагрівання вище 700 °С пентени перетворюються на ізопрен та ароматичні вуглеводні.
Гідрування піненів приводить до пінану (2,6,6-триметил[3.3.1]гептану). За м'якого гідрування (платинова чернь, кімнатна температура) утворюється переважно цис-пінан, за жорсткого — суміш цис- і транс-пінанів.
У присутності кислотних каталізаторів (P2O5, BF3, TiO2) пінени полімеризуються — під дією розведених органічних і неорганічних кислот перетворюються на дипентен, терпінолен, терпінени, терпінеол, терпінгідрат, в присутності TiO2 за 150 °С ізомеризується в камфен.
За окислення киснем повітря α-пінен перетворюється на суміш кисневмісних сполук, переважно вербенолу і вербенону.
Після приєднання хлороводню до α-пінену утворюється нестійкий 2-хлорпінан, який перегруповується в борнілхлорид і фенхілхлорид.

## Біосинтез
α- і β-пінен утворюються з гераніол пірофосфату, циклізацією ліналілфосфату.

## Застосування
Пінени — важливий компонент для синтезу камфори та багатьох інших речовин, часто трансформацію піненів проводять за допомогою окислення із застосуванням селективних каталізаторів.
Скипидар, а рідше α- і β-пінени застосовують як розчинники лаків і фарб, сировину для отримання соснової олії, політерпенових смол, терпінеолу та духмяних речовин. β-пінен використовують для синтезу мірцену.